# Собор Мёндон
Собор Мёндон или Собор Непорочного Зачатия Пресвятой Девы Марии (кор. 명동성당) — католическая церковь, находящаяся в Сеуле, Южная Корея. Собор расположен на улице Мёндон. Церковь является кафедральным собором архиепархии Сеула и национальным историко-архитектурным памятником

## История
Во время поздней династии Чосон, когда христиане в Корее были гонимым меньшинством, в конце XIX века в Корее наступила некоторая свобода для деятельности Католической Церкви. В 1882 году епископ Жан Блан приобрёл землю в Сеуле и приступил к строительству образовательного центра, возле которого планировалось строительство католического храма. 5 августа 1892 года состоялось освящение краеугольного камня церкви. Строительство велось под руководством миссионеров из Парижского общества заграничных миссий. Из-за Первой китайско-японской войны строительство храма замедлилось и было завершено 29 мая 1898 года, когда храм был освящён во имя Непорочного зачатия Пресвятой Девы Марии. На тот момент церковь Непорочного зачатия Пресвятой Девы Марии была самым высоким зданием в Сеуле.
В 1900 году в соборе были захоронены мощи корейских мучеников, которые были перенесены из семинарии в Йонсангу.
В 70—80-х годах XX столетия корейские католические священнослужители участвовали в противостоянии с военным правительством Южной Кореи. В соборе Мёндон часто находили убежище демонстранты, участвовавшие в общественных протестах. В 1976 году демонстранты и будущий корейский президент Ким Дэ Чжун провели митинг в соборе, во время которого потребовали отставки президента Пак Чон Хи. В 1987 году около 600 студентов устроили в соборе голодовку после пыток и смерти студента Чен Чоля.

## Архитектура
Собор является одним из представителей неоготической архитектуры. Храм построен из красного и серого кирпича без внешних украшений. Высота церкви составляет 23 метра, высота шпиля храма, на котором установлены часы, поднимается на 45 метров.
22 ноября 1977 года собор Мёндон был включён в список национальных памятников под № 258.